# 柳原出入口
柳原出入口（やなぎはらでいりぐち）は、兵庫県神戸市兵庫区の阪神高速道路3号神戸線の出入口。明石・姫路方面からのハーバーランドへの最寄出入口である。

## 道路
- 阪神高速3号神戸線（3-19,3-20）

### 案内板
- この出入口は上下線の間にあるため、通常と違い出入り口の分岐・合流が右側からとなる。そのため、出口の案内には「右へ」と書き添えられているほか、入口合流の手前に「この先 右側合流注意」という黄色い警告標識が全車線をまたぐように設置されている。
- ランプを降りてからの右折は禁止されている。

## 接続する道路
- 国道2号

## 料金所

### 柳原（東行）料金所
- ブース数：2
  - ETC専用：1
  - ETC/一般：1

### 柳原（西行）料金所
- ブース数：2
  - ETC専用：1
  - ETC/一般：1

## 周辺
- JR兵庫駅
- 阪神電気鉄道神戸高速線新開地駅・大開駅
- 御崎公園球技場
- ハーバーランド

## 隣
阪神高速3号神戸線
(3-17,3-18)京橋出入口/PA - (3-19,3-20)柳原出入口 - (3-21,3-22)湊川出入口

## 備考
- かつてこの出入口を経由して、3号神戸線の大阪方面と31号神戸山手線神戸長田出入口の間に乗り継ぎ制度が設定されていたが、2010年12月18日の神戸山手線湊川JCT - 神戸長田間の延伸開通によりこの制度は終了となった。なお、同区間は水底トンネルのため危険物積載車両の通行が禁止されるが、これに対する救済策はない。
- 付近の町名の西柳原町・東柳原町、柳原蛭子神社、神戸市バスの柳原停留所・西柳原停留所、かつて存在した神戸市電兵庫線の柳原駅などの読みは「やなぎわら」である。
- 出入口直下の「七宮」交差点は、複雑な形状のため県下でも屈指の交通事故が多発する交差点となっている[1]。